# Ван Агт, Дрис
Андреас Антониюс Мариа ван Агт (нидерл. Andreas Antonius Maria (Dries) van Agt; 2 февраля 1931, Гелдроп, Северный Брабант — 5 февраля 2024, Неймеген, Гелдерланд) — нидерландский политический и общественный деятель.

## Ранняя биография
Получил среднее образование в Эйндховене, и высшее образование на юридическом факультете Университета в Неймегене.
После окончания университета в 1955 году приступил к юридической практике в Эйндховене, а в 1957 году поступил на государственную службу работу в министерство сельского хозяйства и рыбных ресурсов Нидерландов. В 1962 году перешёл на работу в министерство юстиции.
В 1968—1971 годах — на преподавательской работе, профессор уголовного права в Университете Неймегена. С 1971 года вновь на государственной службе, в частности в 1971—1977 годах — министр юстиции, в 1973—1977 годах одновременно заместитель премьер-министра. В 1976—1982 годах — председатель Католической народной партии.

## Премьер-министр Нидерландов
После распада в 1977 году правительственной коалиции три христианские партии Нидерландов, в том числе, партия, возглавляемая ван Агтом, объединились в блок Христианско-демократический призыв (в 1980 году преобразован в одноимённую политическую партию). Коалицию возглавил ван Агт, который по итогам выборов 1977 года смог сформировать правительство с либеральной Народной партией за свободу и демократию. Премьер-министр Нидерландов в 1977—1982 годах. Правительство ван Агта, обладая минимальным большинством во Второй палате, проводило сбалансированный курс, избегая резких перемен во внутренней и внешней политике. Оно пошло на некоторое ограничение расходов на социальные нужды, образование и здравоохранение, а также одновременно увеличило расходы на оборону. Основные споры в политических кругах страны в этот период вызвал вопрос о размещении на территории Нидерландов американских ядерных ракет средней дальности. Оппозиционные Партия труда и другие левые партии решительно критиковали эти планы. Противники ракет организовали мощные демонстрации протеста. На выборах, состоявшихся в мае 1981 года, правящая коалиция утратила большинство в парламенте.
В сентябре 1981 года ван Агту удалось сформировать новое левоцентристское правительство из представителей Христианско-демократического призыва, Партии труда и Демократы 66. Однако, в октябре оно столкнулось с кризисом из-за разногласий по вопросу финансирования плана по снижению уровня безработицы. В мае 1982 года кабинет покинули представители Партии труда, протестуя против мер жёсткой экономии в социально-экономической сфере. 28 мая 1982 — 4 ноября 1982 ван Агт, оставаясь премьер-министром, по совместительству занимал пост министра иностранных дел. После проведения досрочных выборов было сформировано правительство Рудольфуса Любберса.

## Политическая карьера после отставки
Королевский комиссар в провинции Северный Брабант в 1983—1987 годах. Представитель ЕС в Японии в 1987—1989 годах, в США в 1989—1995 годах. После ухода с официальных постов продолжал активно участвовать в международной политике, в частности, уделял много внимания процессу урегулирования палестино-израильского конфликта в русле «два государства для двух народов». Критиковал правительство Нидерландов за «произраильскую позицию», выражал сожаление в связи с бойкотом организации ХАМАС.

## Здоровье в последние годы и смерть
В 2019 году политик, во время выступления в поддержку жителей Палестины, перенёс инсульт. Восстановиться ему не удалось, более того, состояние здоровья ухудшилось ещё сильнее.
У его супруги Евгении ван Агт-Крекельберг было онкологическое заболевание в нелёгкой форме, усилия врачей были тщетными. Супруги часто говорили, что болезни осложняют их жизнь, им тяжело, но они не могут жить друг без друга.
Поэтому они приняли решение о дуэтаназии — двойной эвтаназии — добровольному уходу из жизни и 5 февраля 2024 года ушли из жизни вместе. Обоим супругам было 93 года, они прожили вместе 70 лет.